# Karl Friedrich Alexander von Görschen
Karl Friedrich Alexander Freiherr von Görschen (* 26. Mai 1738 in Hohenleuben; † 25. Dezember 1818 in Graz) war ein deutscher Generalmajor in der kaiserlichen Armee der Habsburgermonarchie.

## Leben und Wirken
Von Görschen stammte aus dem alten thüringischen und später evangelisch geprägten Adelsgeschlecht von Görschen ab und war der Sohn von Carl Gottlob von Görschen (1702–1754), späterer kursächsischer Amtshauptmann, und der Henriette Amanda von Bünau aus dem Hause Kösnitz (1708–1798). Da sein Vater als verschuldeter Rittmeister bereits 1733 das väterliche Rittergut Großgörschen an den jüngeren Bruder Anthon Wilhelm von Görschen verkaufen musste und dieser den alten Familiensitz 1736 weiterveräußerte, entschied sich Karl Friedrich Alexander von Görschen nach seiner Schulzeit für die Laufbahn eines Berufsoffiziers.
Als Major und Teileinheitsführer des ungarischen Infanterie-Regiments Nr. 52 von Erzherzog Anton war Karl Friedrich Alexander von Görschen am 14. und 15. Januar 1797 im Rahmen des Ersten Koalitionskrieges an der Schlacht bei Rivoli beteiligt, in der sein Regiment gegen die französischen Einheiten von General Barthélemy-Catherine Joubert arg in Bedrängnis kam. Im Verlauf des daraufhin erfolgten ungeordneten Rückzuges über die Alpen wurde von Görschen in Gefechte bei Salurn und Cembra verwickelt und musste große Verluste hinnehmen. Dennoch wurde er für seine Tapferkeit belobt und zum Oberstleutnant befördert.
Als solcher erhielt er das Kommando über ein Grenadierbataillon des Infanterieregiments Nr. 52, welches zusammen mit Teilen des 19. und 34. ungarischen Infanterieregiments unter dem Gesamtkommando von Generalmajor Johann Baptist Reichsgraf von Alcaini die Erste Linie für den Zweiten Koalitionskrieg bildete. Im Rahmen der Vorwärtsstrategie gegen die Franzosen zogen sie zunächst in Taufers im Münstertal in Südtirol und anschließend in Susch im Engadin ins Gefecht. Nach diesmal erfolgreichem Kampfverlauf rückte von Görschen mit seinem Bataillon nach Piemont vor, wo er sich am 15. August 1799 in der Schlacht bei Novi und wenige Tage später bei Genola und Borgo San Dalmazzo auszeichnete.
Im Jahr 1800 wurde von Görschen zum Oberst befördert und zum Regimentskommandanten des Steirischen Infanterieregiment NR. 27 unter Leopold von Strassoldo ernannt. Schließlich wurde er noch am 28. April 1804 mit Rang vom 30. April 1804 zum Generalmajor befördert.